# Choristima bohni
Choristima bohni är en kackerlacksart som beskrevs av Roth, L. M. 1992. Choristima bohni ingår i släktet Choristima och familjen småkackerlackor. Inga underarter finns listade i Catalogue of Life.